# Automatikus erősítésszabályozás

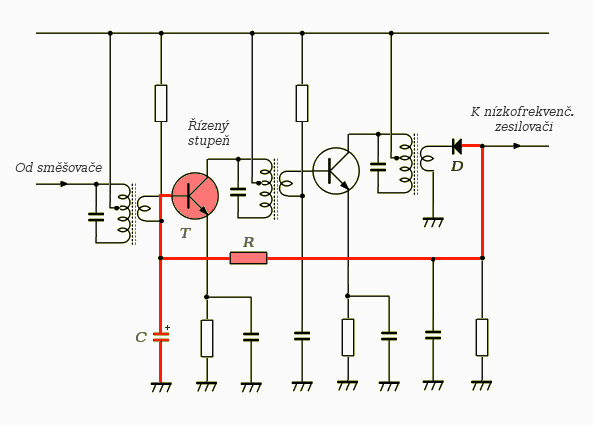
Az Automatikus erősítésszabályozás elvi vázlata

Az automatikus erősítésszabályozás (AGC) (automatic gain control) az ingadozó vételi jel kiegyenlítésére szolgáló áramkör.
Az AGC feladata hogy a demodulátor utáni jel szintjét a bemeneti jel szintjétől függetlenül azonos értéken tartsa.
Az AGC fokozat feladata a demodulátor utáni  jel detektálása, és a kimeneti jelszint alapján egy un. AGC feszültség előállítása. Az AGC feszültséggel a rádiókészülék bemeneti erősítőfokozatát, valamint szuperheterodin rádiókészülékeknél a középfrekvenciás erősítőfokozatát szabályozzák.
Az AGC időállandóját olyan nagyra választják, hogy a vett jel amplitúdójának lassú (a vett adó térerejének pl. fading miatti) változásait kiegyenlítse, de az moduláció miatti gyors feszültségváltozásra ne reagáljon.
Egy beiktatott szűrővel lehet szabályozni az AGC sebességét, mivel távíró üzemmódban gyors, távbeszélő üzemmódban lassú reagálási idő kedvezőbb.

## Felépítése, működése[3]

### AGC feszültség előállítása
Az AGC feszültséget legegyszerűbben a demodulátorból lehet kinyerni. A vezérléshez negatív feszültségre van szükségünk, ezért az AGC feszültséget mindig a demodulációt végző dióda anódjáról vesszük le. Ha a demodulátorban egy diódát használunk, akkor mind az alapsávi jelet (pl. hangjel), mind az AGC feszültséget az egyetlen dióda anódjáról vesszük le.
Jobb eredményt kapunk, ha két diódát alkalmazunk. Ez esetben a vivőfrekvenciás modulált jel külön-külön félperiódusáról választjuk le az AGC feszültséget és az alapsávi jelet. Az alapsávi jel szempontjából lényegtelen, hogy a dióda anódján vagy katódján jelenik meg, viszont az AGC számára minden esetben negatív feszültség kell. Ez esetben az alapsávi jelet a D1 dióda katódjáról, az AGC feszültséget pedig a D2 dióda anódjáról vesszük le.
Az AGC feszültség kinyerésére gyakorlatilag egy különálló diódás demodulátor lett létrehozva. 
- P1-P2 kapocs: a modulált jel bemenete
- P3-P6 kapocs: itt jelenik meg az alapsávi jel, pl. hangjel
- P5-P6 kapocs: itt jelenik meg a negatív AGC feszültség.

A C1 és C6 csatolókondenzátorokat mindkét ágban egy-egy diódás demodulátor követi. A C1 után az alapsávi jelet leválasztó demodulátor, a C6 után pedig az AGC feszültség kinyerésére használt demodulátor.
Az időállandót mindkét kapcsolásnál a C4 kondenzátor határozza meg. Ha nagyobb kondenzátort alkalmazunk, akkor az AGC lassabb lesz, ha kisebb kondenzátort, akkor pedig gyorsabb lesz.
Minél erősebb jel kerül a rendszerbe a P1-P2 kapcsokon, az AGC feszültség annál negatívabb lesz.

### Az AGC feszültség felhasználása vezérlésre
Az AGC feszültséget erősítésszabályozásra rádiófrekvenciás, és/vagy középfrekvenciás erősítőben használják. Az alábbi ábra egy középfrekvenciás erősítő egy fokozatán mutatja be az erősítésszabályozást:
A KF jel a fokozatba csatolt rezgőkörön keresztül kerül be, és szintén csatolt rezgőkörön keresztül kerül a következő fokozatba. A jel erősítését a T1 tranzisztor végzi. Az erősítő tápfeszültséget a P2-P3 kapcsokon kap. A P2 kapcson a pozitív, a P3 kapcson a negatív sarokhoz kapcsolónik. A fokozat negatív földelésű, mivel NPN tranzisztor van alkalmazva. A P1 kapocs pedig az AGC feszültséghez csatlakozik.
A T1 tranzisztor munkapontja az R1-R2 ellenállással van beállítva. Az R2 ellenállás viszont nem a földpotenciálhoz kapcsolódik, hanem az AGC feszültséghez. Ezzel elérhető, hogy a tranzisztor munkapontját az AGC vezérlőfeszültség függvényében eltoljuk, ezáltal az AGC feszültség függvényében változik a tranzisztor erősítése.
Minél negatívabb a vezérlőfeszültség a P1 ponton, a fokozat erősítése annál inkább csökken.
Az AGC feszültség erősítésszabályozáson kívül felhasználható még jelszint-indikátor vezérlésére is.
Az AGC nagyfrekvenciás előerősítőt tartalmazó egyenes vevőkben is megvalósítható az előerősítő vezérlésével. 

## Megjegyzés
Az AGC nem tévesztendő össze:
- ALC (Automatic Level Control) Automatikus jelszint szabályozás - A bemeneti hangjel szintje alapján szabályozza a kimeneti hangjel szintjét, feladata hogy a kimeneti szint közel azonos értéken legyen. Általában diktafonok mikrofonerősítőjében alkalmazzák, hogy a beszédhangerőt kiegyenlítse, közel azonos jeszinttel rögzítse.
- AVC (Automatic Volume Control) Automatikus hangerőszabályozás - A készülék kimeneti hangerejét a környezeti zaj szintje alapján szabályozza. Leginkább autórádió, autóba épített multimédiás eszköz, GPS készülék kimenő hangerejének szabályozása.